# Rochus Misch
Rochus Misch (Oppeln, Baixa Silésia, 29 de julho de 1917 — Berlim, 5 de setembro de 2013) foi um oficial alemão da 1ª Divisão Leibstandarte da SS, recebendo a patente de Oberscharführer. Trabalhou como mensageiro, guarda-costas e telefonista do ditador nazista Adolf Hitler entre de 1940 e 1945. Com as mortes de Bernd Freytag von Loringhoven em 27 de fevereiro de 2007 e de Armin Lehmann em 10 de outubro de 2008, Rochus Misch foi o último sobrevivente do Führerbunker.

## Biografia
Misch nasceu em Oppeln, na província da Silésia. Cresceu educado pelos seus avós e trabalhou como pintor.
Em 1937, Misch ingressou na Verfügungstruppe, a antecessora da SS-Leibstandarte de Hitler. Ele foi ferido gravemente na Polônia quando negociava a rendição das tropas polacas. Como o último membro vivo de uma família da Baixa Silésia, seu líder de companhia o recomendou para o Führerbegleitkommando ao invés de ser mandado para a frente de serviço.
Como membro permanente do pessoal, Misch viajou de bunker em bunker com Hitler durante toda a Segunda Guerra Mundial. Em 16 de janeiro de 1945, após a derrota alemã na Batalha do Bulge, Misch e o resto dos assistentes pessoais de Hitler se mudaram para o Führerbunker em Berlim. Misch cuidou de todas as comunicações do bunker.
Depois do suicídio de Hitler e de Joseph Goebbels, respectivamente, em 30 de abril e 1 de maio de 1945, Misch e o mecânico Johannes Hentschel (as duas últimas pessoas que ficaram no bunker) enviaram cartas para suas esposas para serem lidas se algo viesse a acontecer-lhes. Misch fugiu do bunker no dia 2 de maio, horas antes de o Exército Vermelho o prender; logo depois que ele foi capturado pelas forças soviéticas, afirmou que foi torturado para passar informações relativas ao destino exato de Adolf Hitler.
Após a sua libertação da prisão em 1954, Misch regressou a Berlim, onde viveu a 3 km do Führerbunker. Seguindo a redescoberta do bunker na década de 1990, Misch declarou publicamente que o local não deve ser completamente destruído, sendo uma parte importante da história do mundo.
Em maio de 2005, Misch apareceu no noticiário quando foi acusado de ofender a memória das vítimas do Holocausto após apelar por uma placa em memória das crianças de Goebbels, que foram mortas por Magda Goebbels pouco antes de seu próprio suicídio em 1 de maio de 1945.
Com as mortes de Bernd Freytag von-Loringhoven, Armin Lehmann e Siegfried Knappe, entre 2007 e 2008, Misch se tornou o último sobrevivente do Führerbunker. Ele permaneceu, de certo modo, leal ao Führer até o fim de sua vida, afirmando que ele era "um bom chefe", dizendo que Hitler "não era um monstro, nem um super-homem".
Por ocasião do lançamento do filme alemão Der Untergang na França, o jornalista francês Nicolas Bourcier o entrevistou várias vezes durante o ano de 2005. Disso resultou o livro biográfico Eu Fui Guarda-Costas de Hitler (título no Brasil), Editora Objetiva, em março de 2006.
Misch faleceu em Berlim, no dia 5 de setembro de 2013, aos 96 anos de idade.

## Aparições na mídia
Rochus Misch foi retratado pelos seguintes atores em produções de cinema e televisão.
- Michael Kitchen, em 1981 na produção de televisão dos Estados Unidos, O Bunker.
- Heinrich Schneider, em 2004 no filme alemão A Queda (Der Untergang).
- Florian Lukas, em 2005 na produção de televisão alemã Die Letzte Schlacht (O Bunker).